# Cảnh Thụy
Cảnh Thụy là một phường thuộc tỉnh Bắc Ninh, Việt Nam.

## Địa lý
Phường Cảnh Thụy có vị trí địa lý:
- Phía đông giáp xã Đồng Việt
- Phía tây giáp phường Yên Dũng
- Phía nam giáp xã Phù Lãng
- Phía bắc giáp các phường Tân Tiến và Tân An.

Phường Cảnh Thụy có diện tích 27,73 km², dân số 26.928 người, mật độ dân số đạt 971 người/km².

## Hành chính
Phường Cảnh Thụy được chia thành 9 tổ dân phố: Ao Gạo, Bẩy, Biền Đông, Bình Voi, Dưới, Đông, Nhất, Tân Mỹ, Tây.

## Lịch sử
Ngày 27 tháng 10 năm 1962, Quốc hội ban hành Nghị quyết về việc thành lập tỉnh Hà Bắc trên cơ sở tỉnh Bắc Giang và tỉnh Bắc Ninh. Khi đó, xã Cảnh Thụy thuộc huyện Yên Dũng, tỉnh Hà Bắc.
Ngày 29 tháng 8 năm 1994, Chính phủ ban hành Nghị định số 103-CP về việc thành lập thị trấn Neo – thị trấn huyện lỵ của huyện Yên Dũng trên cơ sở tách thôn Tân An của xã Cảnh Thụy.
Xã Cảnh Thụy còn lại 616 ha diện tích tự nhiên và 7.009 nhân khẩu.
Ngày 6 tháng 11 năm 1996, Quốc hội ban hành Nghị quyết về việc chia tỉnh Hà Bắc thành tỉnh Bắc Giang và tỉnh Bắc Ninh. Khi đó, xã Cảnh Thụy thuộc huyện Yên Dũng, tỉnh Bắc Giang.
Tính đến ngày 31 tháng 12 năm 2023, xã Cảnh Thụy có 6,60 km² diện tích tự nhiên, dân số là 7.795 người, mật độ dân số đạt 1.181 người/km² và 9 thôn: Ao Gạo, Bẩy, Biền Đông, Bình Voi, Dưới, Đông, Nhất, Tân Mỹ, Tây.
Ngày 28 tháng 9 năm 2024, Ủy ban Thường vụ Quốc hội ban hành Nghị quyết số 1191/NQ-UBTVQH15 về việc sắp xếp đơn vị hành chính cấp huyện, cấp xã của tỉnh Bắc Giang giai đoạn 2023 – 2025 (nghị quyết có hiệu lực từ ngày 1 tháng 1 năm 2025). Theo đó:
- Sáp nhập xã Cảnh Thụy thuộc huyện Yên Dũng vào thành phố Bắc Giang quản lý.
- Thành lập phường Cảnh Thụy thuộc thành phố Bắc Giang trên cơ sở toàn bộ 6,60 km² diện tích tự nhiên và quy mô dân số là 7.795 người của xã Cảnh Thụy.

Ngày 16 tháng 6 năm 2025, Ủy ban Thường vụ Quốc hội ban hành Nghị quyết số 1658/NQ-UBTVQH15 của UBTVQH về việc sắp xếp các đơn vị hành chính cấp xã của tỉnh Bắc Ninh năm 2025. Theo đó, sắp xếp toàn bộ diện tích tự nhiên, quy mô dân số của phường Cảnh Thụy, xã Tiến Dũng và xã Tư Mại thành phường mới có tên gọi là phường Cảnh Thụy.